# Кабир-Казмаляр
Кабир-Казмаляр (лезг. Къепӏир Къазмаяр) — село в Магарамкентском районе Республики Дагестан. Административный центр сельсовета «Кабир-Казмалярский».

## География
Село расположено на юге Дагестана. Находится в Магарамкентском районе, между селениями Ново-Филя и Чахчах-Казмаляр, слившись с селением Кчун-Казмаляр и Газардкам-Казмаляр.

## Население
| 1926 | 1939 | 1970 | 1989  | 2002  | 2010  | 2021  |
| ---- | ---- | ---- | ----- | ----- | ----- | ----- |
| 411  | ↘335 | ↗863 | ↗1330 | ↗1982 | ↗2189 | ↗2542 |

## История
Село образовано в 70-е годы XIX века путём переселения жители горного села Кабир Курахского района. Позже в село переселяют жителей сёл Хюрехюр, Кукваз Курахского района, Кама-Кчун Докузпаринского района и Вуруш Рутульского района, а также из других сёл. В 1936 году в Капир-Казмаляре построена начальная школа с тремя классными помещениями. С 1948 года школа стала семилетней, затем восьмилетней.